# 卓莞爾
卓莞爾（英文：Cheuk Kwun-yi，1982年-），香港棒球代表隊隊員，有「黃金第四棒」之稱，於2010年8月在委內瑞拉參加世界杯女子棒球賽期間腿部被流彈擊中受傷，導致香港棒球隊需要退出餘下賽事，啟程回港。

## 遇襲經過
當地時間8月13日傍晚六時，香港隊與荷蘭隊即將展開第四局比賽，香港隊做防守，正準備的卓被一粒由1200米外射出的9毫米流彈誤傷腿部，突然在三壘旁倒地。事後，卓送院做手術取出子彈後情況穩定，世界盃同日賽事即時腰斬，委內瑞拉總統查韋斯致電港隊致歉，但香港隊決定退出餘下賽事，並於當地時間8月16日啟程回港。

### 較深遠的影響
卓莞爾的受傷，導致香港女子棒球隊需要退出餘下賽事。更甚的是，卓的受傷使主辦單位需要將賽事由加拉加斯移師至馬拉凱繼續舉行。而卓亦有可能於此次受傷後對棒球運動蒙上了心理陰影。